# Lotfi Bouchouchi
Lotfi Bouchouchi (árabe: لطفي بوشوشي, nacido en 1964 en Argel) es un cineasta y productor argelino.

## Biografía
Bouchouchi se graduó en la École supérieure de cinéma de París. Debutó en el campo audiovisual como primer asistente de los directores Merzak Allouache y Mohamed Chouikh. Ha trabajado para el grupo mediático francés TF1, el canal de televisión francés France 24 y la cadena de televisión canadiense APTN1.
Su primer largometraje de 2015, Le puits, fue seleccionado como la opción argelina a la mejor película de habla no inglesa en la 89.ª edición de los premios de la Academia, pero no consiguió la nominación. No obstante, la película participó en múltiples festivales de cine internacionales y ganó numerosos premios.
En 2021, Bouchouchi recibió financiación del Instituto de Cine de Doha para la producción de una serie de televisión, Dar El Malika. Ese mismo año, comenzó el rodaje de su nuevo largometraje The Station.

## Filmografía parcial

### Largometrajes
- 2015: El pozo (Le puits)